# كلية كارلتون
كلية كارلتون هي كلية فنون ليبرالية خاصة في نورثفيلد، مينيسوتا. تأسست الكلية عام 1866، وسجلت 2105 طالبًا جامعيًا ووظفت 269 من أعضاء هيئة التدريس في خريف 2016. يقع الحرم الجامعي الرئيسي الذي تبلغ مساحته 200 فدان بين نورثفيلد ومشتل كاولينج الذي تبلغ مساحته 800 فدان، والذي أصبح جزءًا من الحرم الجامعي في عشرينيات القرن الماضي.
من عام 2000 حتى عام 2016، شمل طلاب وخريجو الكلية 122 من خريجي المؤسسة الوطنية للعلوم، و112 باحثًا من برنامج فولبرايت، و22 من زملاء واتسون، و20 من طلاب الدراسات العليا في NCAA، و13 باحثًا من Goldwater، و2 من باحثي رودس.